# Стрельба на летних Олимпийских играх 1920
Соревнования по стрельбе на летних Олимпийских играх 1920 прошли с 22 июля по 2 августа. Участвовали 234 спортсмена из 18 стран, которые соревновались за 21 комплект медалей.

## Медали

### Общий медальный зачёт
(Жирным выделено самое большое количество медалей в своей категории; принимающая страна также выделена)
| Общее количество медалей |           |        |         |        |       |
| Место                    | Страна    | Золото | Серебро | Бронза | Всего |
| 1                        | США       | 13     | 4       | 6      | 23    |
| 2                        | Норвегия  | 5      | 2       | 4      | 11    |
| 3                        | Швеция    | 1      | 6       | 3      | 10    |
| 4                        | Дания     | 1      | 2       | 0      | 3     |
| 5                        | Бразилия  | 1      | 1       | 1      | 3     |
| 6                        | Франция   | 0      | 2       | 0      | 2     |
| 7                        | Финляндия | 0      | 1       | 2      | 3     |
| 8                        | Бельгия   | 0      | 1       | 0      | 1     |
| 8                        | Греция    | 0      | 1       | 0      | 1     |
| 8                        | ЮАС       | 0      | 1       | 0      | 1     |
| 11                       | Швейцария | 0      | 0       | 5      | 5     |

### Медалисты
| Дисциплина                                               | Золото                                                                                         | Серебро | Бронза |
| Армейская винтовка лёжа, 300 м                           | Отто Олсен Норвегия                                                                            | Леон Джонсон Франция                                                                                               | Фриц Кухен Швейцария                                                                                      |
| Армейская винтовка лёжа (команды), 300 м                 | США Моррис Фишер · Джозеф Джексон · Уиллис Огастес Ли · Ллойд Спунер · Карл Осберн             | Франция Леон Джонсон · Андре Парментье · Ахилл Парош · Георг Роес · Эмиль Рюмо                                     | Финляндия Войтто Колхо · Каарло Лаппалайнен · Вели Ниминен · Вильгельм Ваухконен · Карл Вегелиус          |
| Армейская винтовка стоя, 300 м                           | Карл Осберн США                                                                                | Ларс Мадсен Дания                                                                                                  | Лоуренс Нюсляйн США                                                                                       |
| Армейская винтовка стоя (команды), 300 м                 | Дания Нильс Ларсен · Ларс Мадсен · Андерс Петер Нильсен · Андерс Петерсен · Эрик Сэттер-Лассен | США Томас Браун · Лоуренс Нюсляйн · Уиллис Огастес Ли · Ллойд Спунер · Карл Осберн                                 | Швеция Олле Эриксон · Мориц Эриксон · Вальфрид Хеллман · Хуго Йохансон · Леон Лагерлёф                    |
| Произвольная винтовка из трёх положений, 300 м           | Моррис Фишер США                                                                               | Нильс Ларсен Дания                                                                                                 | Эстен Эстенсен Норвегия                                                                                   |
| Произвольная винтовка из трёх положений (команды), 300 м | США Деннис Фентон · Моррис Фишер · Уиллис Огастес Ли · Ллойд Спунер · Карл Осберн              | Норвегия Альберт Хельгеруд · Отто Олсен · Эстен Эстенсен · Гудбран Скаттебё · Олаф Слеттен                         | Швейцария Гюстав Амудруц · Ульрих Фарнер · Фриц Кухен · Вернер Шнеебергер · Бернхард Зигенталер           |
| Армейская винтовка лёжа, 600 м                           | Хуго Йохансон Швеция                                                                           | Мориц Эриксон Швеция                                                                                               | Ллойд Спунер США                                                                                          |
| Армейская винтовка лёжа (команды), 600 м                 | США Деннис Фентон · Джозеф Джексон · Уиллис Огастес Ли · Ллойд Спунер · Оливер Шрайвер         | ЮАС Роберт Бодли · Фердинанд Бьюкенен · Джордж Харви · Фред Морган · Дэвид Смит                                    | Швеция Эрик Блумквист · Мориц Эриксон · Хуго Йохансон · Густаф Юнссон · Эрик Ольсон                       |
| Армейская винтовка лёжа (команды), 300 и 600 м           | США Карл Осберн · Джозеф Джексон · Уиллис Огастес Ли · Ллойд Спунер · Оливер Шрайвер           | Норвегия Альберт Хельгеруд · Отто Олсен · Эстен Эстенсен · Якоб Онсруд · Олаф Слеттен                              | Швейцария Ойген Аддор · Джозеф Йеле · Фриц Кухен · Вернер Шнеебергер · Вайбель                            |
| Малокалиберная винтовка, 50 м                            | Лоуренс Нюсляйн США                                                                            | Артур Ротрок США                                                                                                   | Деннис Фентон США                                                                                         |
| Малокалиберная винтовка (команды), 50 м                  | США Деннис Фентон · Артур Ротрок · Уиллис Огастес Ли · Лоуренс Нюсляйн · Оливер Шрайвер        | Швеция Оскар Эриксон · Сигвард Хульткранц · Рагнар Старе · Леон Лагерлёф · Эрик Ольсон                             | Норвегия Альберт Хельгеруд · Сигварт Йохансен · Эстен Эстенсен · Антон Олсен · Олаф Слеттен               |
| Армейский пистолет, 30 м                                 | Гильерме Парайнсе Бразилия                                                                     | Рэймонд Брэкен США                                                                                                 | Фриц Цулауф Швейцария                                                                                     |
| Армейский пистолет (команды), 30 м                       | США Карл Фредерик · Луис Гарант · Майкл Келли · Альфред Лэйн · Джеймс Снук                     | Греция Георгис Мораитинис · Ясон Саппас · Александрос Теофилакис · Иоаннис Теофилакис · Александрос Врасиванополос | Швейцария Гбстав Амудруц · Ганс Эгли · Доменико Джамбонини · Джозеф Йеле · Фриц Цулауф                    |
| Произвольный пистолет, 50 м                              | Карл Фредерик США                                                                              | Афраниу да Коста Бразилия                                                                                          | Альфред Лэйн США                                                                                          |
| Произвольный пистолет, 50 м                              | США Карл Фредерик · Рэймонд Брэкен · Майкл Келли · Альфред Лэйн · Джеймс Снук                  | Швеция Андерс Андерссон · Гуннар Габриэльссон · Сигвард Хульткранц · Андерс Йохнсон · Казимир Реутерскиёльд        | Бразилия Афраниу да Коста · Дариу Барбоза · Гильерме Парайнсе · Фернандо Соледади · Себастиан Вольф       |
| Одиночные выстрелы по «бегущему оленю», 100 м            | Отто Олсен Норвегия                                                                            | Альфред Сван Швеция                                                                                                | Харалд Натвиг Норвегия                                                                                    |
| Одиночные выстрелы по «бегущему оленю» (команды), 100 м  | Норвегия Отто Олсен · Харалд Натвиг · Эйнар Либерг · Оле Лилло-Ольсен · Ханс Нордвик           | Финляндия Юрьё Колхо · Каарло Лаппалайнен · Тойво Тикканен · Нестор Тойвонен · Карл Верелиус                       | США Томас Браун · Уиллис Огастес Ли · Лоуренс Нюсляйн · Карл Осберн · Ллойд Спунер                        |
| Двойные выстрелы по «бегущему оленю», 100 м              | Оле Лилло-Ольсен Норвегия                                                                      | Фредрик Ланделиус Швеция                                                                                           | Эйнар Либерг Норвегия                                                                                     |
| Двойные выстрелы по «бегущему оленю» (команды), 100 м    | Норвегия Торстейн Йохансен · Харалд Натвиг · Эйнар Либерг · Оле Лилло-Ольсен · Ханс Нордвик    | Швеция Эдвард Бенедикс · Бенгт Лагеркрантц · Фредрик Ланделиус · Альфред Сван · Оскар Сван                         | Финляндия Юрьё Колхо · Вильгельм Ваухконен · Тойво Тикканен · Нестор Тойвонен · Карл Верелиус             |
| Трап                                                     | Марк Арие США                                                                                  | Фрэнк Трои США | Фрэнк Райт США                                                                                            |
| Трап (команды)                                           | США Марк Арие · Фрэнк Трои · Фрэнк Райт · Хорас Бонсер · Джей Кларк · Форест Макнир            | Бельгия Альбер Боске · Джозеф Когельс · Эмиль Дюпон · Эдуард Фесингер · Анри Керсен · Луис ван Тильт               | Швеция Пер Кинде · Эрик Лундквист · Фредрик Ланделиус · Альфред Сван · Карл Рихтер · Эрик Сёкьер-Петерсен |

## Страны
В соревнованиях по стрельбе приняли участие 234 спортсмена из 18 стран:

В скобках указано количество спортсменов
- Бельгия (29)
- Бразилия (5)
- Великобритания (7)
- Греция (9)
- Дания (15)
- Испания (7)
- Италия (10)
- Канада (7)
- Нидерланды (15)
- Норвегия (16)
- Португалия (5)
- США (29)
- Финляндия (9)
- Франция (17)
- Чехословакия (8)
- Швейцария (15)
- Швеция (28)
- ЮАС (7)